# Force aérienne de Guinée équatoriale
 (juin 2025).
Si vous disposez d'ouvrages ou d'articles de référence ou si vous connaissez des sites web de qualité traitant du thème abordé ici, merci de compléter l'article en donnant les références utiles à sa vérifiabilité et en les liant à la section « Notes et références ».
L’Armée de l’air de Guinée équatoriale a été fondée en 1979 avec principalement des français et des cellules d’avion espagnoles.

## Aéronefs

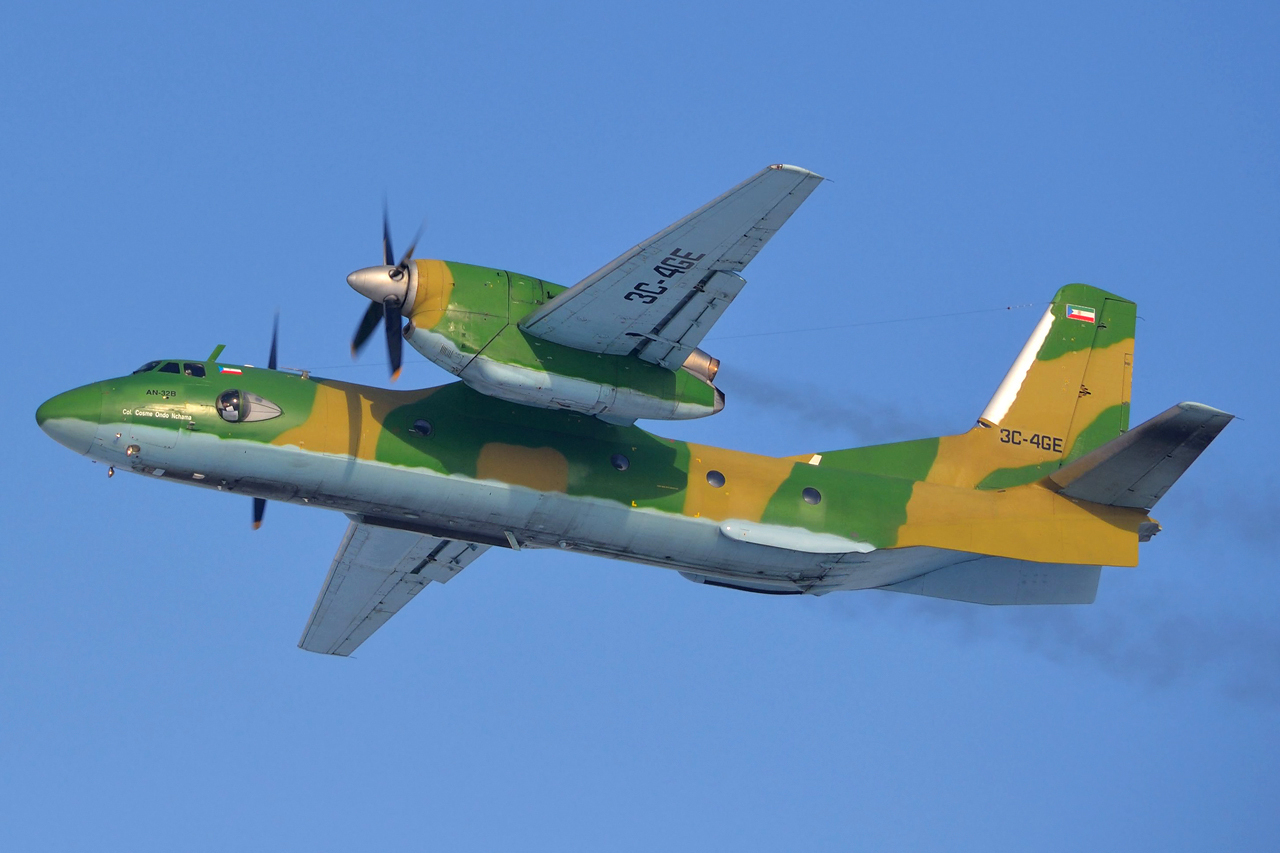
An-32

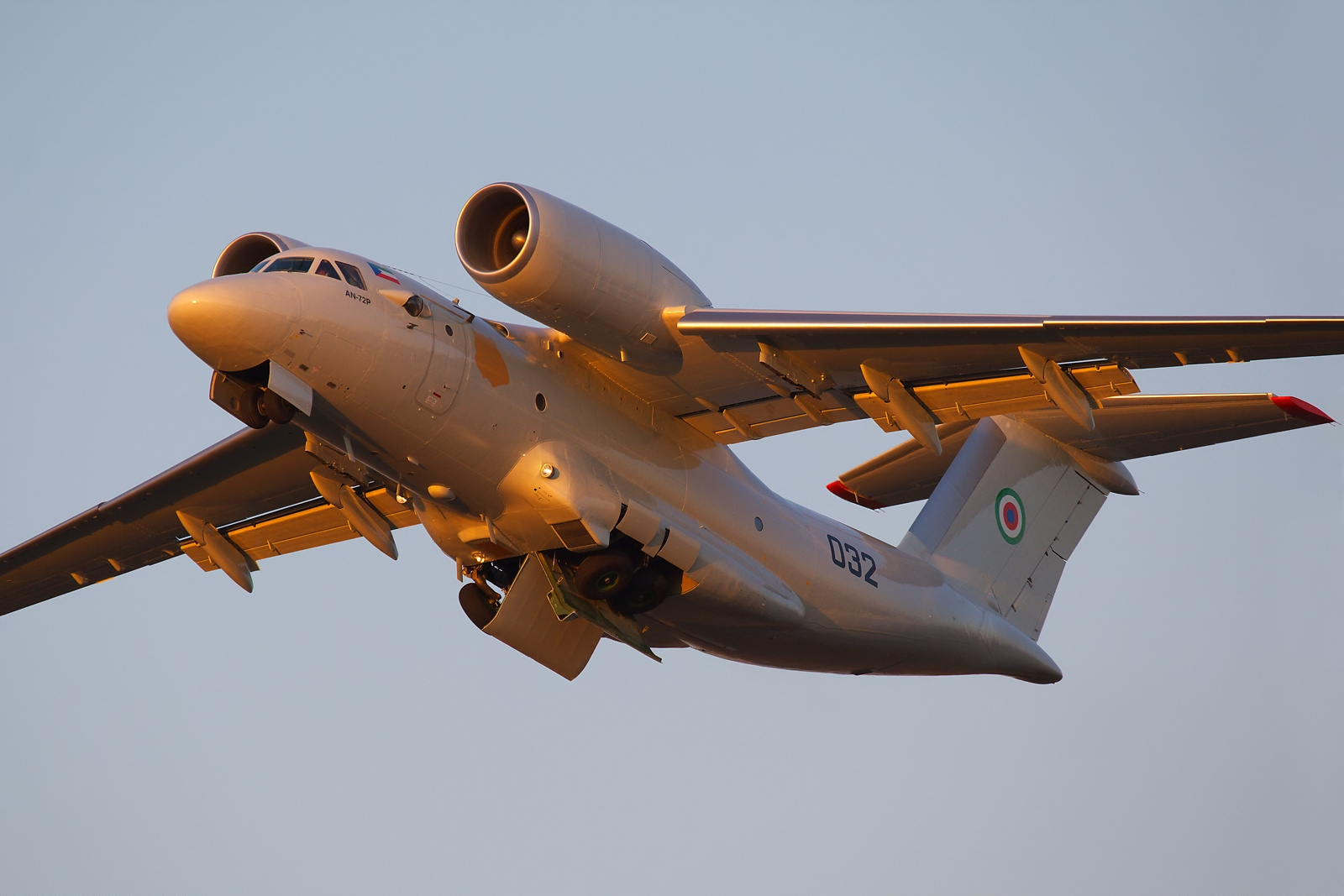
An-72

En 2005, 4 Su 25 dont 2 Su-25UB ont été livrés à l’Armée de l’air de Guinée équatoriale. En 2015, deux avions CASA C-295 (un de transport et un de surveillance) ont été commandés pour livraison à partir de septembre 2016.

### Inventaire actuel
| Aéronefs             | Origine          | Type                                  | En service      | Versions        |
| Avion de chasse      | Avion de chasse  | Avion de chasse                       | Avion de chasse | Avion de chasse |
| -------------------- | ---------------- | ------------------------------------- | --------------- | --------------- |
| Soukhoï Su-25        | Union soviétique | Avion d'attaque au sol                | 4               | Su-25 Su-25UB   |
| Avion de transport   |                  |                                       |                 |                 |
| Antonov An-72        | Union soviétique | Avion de transport                    | 1               |                 |
| Let L-410 Turbolet   | Tchécoslovaquie  | Avion de transport                    | 2               |                 |
| CASA C-295           | Espagne          | Avion de transport                    | 2               |                 |
| Avion d'entraînement |                  |                                       |                 |                 |
| Aero L-39 Albatros   | Tchéquie         | Avion d'entraînement                  | 2               | L-39ZC          |
| Hélicoptère          |                  |                                       |                 |                 |
| Mil Mi-8 Hip         | Union soviétique | Hélicoptère de transport              | 1               |                 |
| Mil Mi-24 Hind       | Union soviétique | Hélicoptère de transport et de combat | 7               |                 |
| Mil Mi-26 Halo       | Union soviétique | Hélicoptère de transport lourd        | 1               |                 |
| Kamov Ka-27 Helix    | Union soviétique | Hélicoptère utilitaire                | 1               |                 |